# Ruggero Ceppellini
Ruggero Ceppellini (Milano, 1917 – giugno 1988) è stato un genetista italiano.

## Biografia
Dopo aver frequentato il Liceo Ginnasio Giovanni Berchet di Milano, completò gli studi di Medicina soltanto alla fine della guerra, di ritorno dall'Africa, dove era stato fatto prigioniero dagli inglesi e utilizzato come interprete. Lavorò alla banca del sangue e al laboratorio immunologico dell'Università degli Studi di Milano fino al 1952, quando fu chiamato all'Istituto di Genetica. Furono Cavalli-Sforza e Claudio Barigozzi a indirizzarlo e formarlo come genetista. A partire dagli anni sessanta fece parte del gruppo di immunologi insediato dall'Organizzazione mondiale della sanità per riscrivere la nomenclatura delle immunoglobuline.
Grazie alle sue ricerche condotte presso l'Istituto di Genetica Medica di Torino, contribuì quindi a fondare l'immunogenetica dei trapianti. Pur impedito da problemi di salute, continuò negli anni settanta a lavorare in diverse sedi, tra cui la farmaceutica svizzera Hoffman LaRoche, dove indirizzò le ricerche sugli allora pressoché sconosciuti anticorpi monoclonali. Vincitore a livello nazionale ed internazionale di numerosi premi, tra cui il Premio Feltrinelli per la Medicina, conferito nel 1984 dall'Accademia dei Lincei.]. Muore nel 1988 di tumore ai polmoni, mentre sta cercando di allestire un progetto di ricerca sull'AIDS.